# Зайченко Василь Андріанович
Василь Андріанович Зайченко (8 квітня 1912, Одеса — 7 червня 1985, Одеса) — український радянський художник і педагог; член Спілки радянських художників України з 1960 року.

## Біографія
Народився 26 березня (8 квітня) 1912 року в місті Одесі (нині Україна). Протягом 1928—1932 і 1934—1937 років навчався в Одеському художньому інституті/училищі у Юлія Бершадського, Данила Крайнєва, Леоніда Мучника, Олексвя Шовкуненка. Дипломна робота — олійна картина «Чищення зброї» (керівник Леонід Мучник). У 1937—1941 роках навчався у Київському художньому інституті у Михайла Шаронова.
Брав участь у німецько-радянській війні. Член ВКП(б) з 1943 року. Нагороджений медаллю «За відвагу» (17 березня 1944). орденом Вітчизняної війни II ступеня (6 квітня 1985).
Протягом 1945—1947 продовжив навчання у Київському художньому інституті. У 1947—1949 роках очолював Лебединський художній музей. З 1949 по 1953 рік обіймав посаду заступника директора з наукової частини Одеського музею східного і західного мистецтва; у 1954—1971 роках працював в Одеській художньо-виробничій майстерні. Серед учнів — Олександр Басанець.
Мешкав у Одесі в будинку на вулиці Червоної Гвардії, № 2, квартира № 19. Помер в Одесі 7 червня 1985 року, де і похований.

## Творчість
Працював у галузях станкового живопису, станкової графіки, плаката. Серед робіт:
живопис
- «Ми знову в рідній Одесі» (1951; Дніпровський художній музей);
- «Повернення флотилії „Слава“» (1955);
- «Тарас Шевченко і Айра Олдрідж» (1955; 1964);
- «Спрага» (1975);

пейзажі
- «Зимовий етюд» (1974);
- «На Бугазі» (1974);

графіка
- «Гурзуф» (1958, ліногравюра);
- «Портрет артиста Сергія Філіппова» (1958, монотипія);
- «Перед виходом у море» (1960, ліногравюра);
- «Субота — авральний день» (1961, літографія).

Протягом 1936—1946 років виконував плакати на політичні і сільськогосподарські теми. В 1944—1945 роках, під час перебування на фронті, на картоні виконав низку портретів учасників війни.
Брав участь у виставках з 1949 року, республіканських — з 1954 року, всесоюзних — з 1958 року. За кордоном його роботи експонувалися в Алесандії у 1965 році, Сегеді у 1969 році. Персональні виставки відбулися в Одесі у 1956 і 1986 (посмертна) роках.
Крім вище згаданого музею, окремі роботи художника зберігаються в Одеському художньому музеї. 